# Entertainment Software Association
Entertainment Software Association (ESA) — американская ассоциация производителей ПО и компьютерных игр. Сформирована в апреле 1994 года под названием Interactive Digital Software Association (IDSA) и переименована в ESA 16 июля 2003 года. Размещается в Вашингтоне.
Членами ESA являются большинство крупных издательских компаний (или их дочерних структур в США) в игровом бизнесе, такие как Atari, Capcom, Disney Interactive Studios, Eidos Interactive, Electronic Arts, Konami, Microsoft, Midway Games, Namco Bandai, Nintendo, Sega, Sony Computer Entertainment, Square Enix, Take-Two Interactive, THQ, и WildTangent.
Программа ESA включает:
- Проведение ежегодной выставки E3 (известна также как Media and Business Summit)
- Поддержка Entertainment Software Rating Board (ESRB) — организации, оценивающей качество видео и игровой продукции.
- Борьба с пиратством
- Борьба с цензурой и регулированием видео и игровой индустрии на правительственном уровне.

Основателем и первым руководителем ESA являлся Дуглас Ловенштайн (англ. Douglas Lowenstein). 17 мая 2007 на этом посту его сменил американский политический деятель Майкл Галахер (англ. Michael Gallagher). Ассоциация является членом Международного альянса интеллектуальной собственности.

## Список членов Entertainment Software Association
Жирным шрифтом выделены компании, перечисленные среди членов Entertainment Software Association на официальном сайте.
23 мая 2008 года компании Activision, Vivendi Universal, LucasArts и id Software прекратили своё членство в ESA.

## Члены ESA
По состоянию на май 2017 года в ESA состояли следующие компании:
- 505 Games
- Activision Blizzard
- Bandai Namco Entertainment
- Bethesda Softworks
- Capcom
- Deep Silver
- Electronic Arts
- Epic Games
- Focus Home Interactive
- Greybox
- GungHo Online Entertainment
- Konami
- Legends of Learning
- Level-5
- Magic Leap
- Microsoft Studios
- Natsume
- Nexon America
- Nintendo
- Nvidia
- Popupgaming
- Snail Games
- Sony Interactive Entertainment
- Square Enix
- Take-Two Interactive
- Technicolor SA
- Tencent
- THQ Nordic (replaced THQ)
- Triseum
- Ubisoft
- Vantiv Entertainment Solutions
- Virtuix
- Wargaming
- Warner Bros. Interactive Entertainment
- Xseed Games